# Mycalesis justina
Mycalesis justina är en fjärilsart som beskrevs av Pieter Cramer 1780. Mycalesis justina ingår i släktet Mycalesis och familjen praktfjärilar. Inga underarter finns listade i Catalogue of Life.